# Pi2 Ursae Majoris
Título a ser usado para criar uma ligação interna é Pi2 Ursae Majoris.
Pi2 Ursae Majoris (4 Ursae Majoris) é uma estrela na direção da constelação de Ursa Major. Possui uma ascensão reta de 08h 40m 12.90s e uma declinação de +64° 19′ 40.3″. Sua magnitude aparente é igual a 4.59. Considerando sua distância de 252 anos-luz em relação à Terra, sua magnitude absoluta é igual a 0.15. Pertence à classe espectral K2III. Possui um planeta confirmado.